# 黑恩胡特
黑恩胡特（德語：Herrnhut，發音：[ˈhɛʁnhuːt] ⓘ；又意译作主护村）是德国萨克森州格尔利茨县的城市，面积74.13平方千米，2023年12月31日人口为5,814人。该市由德国贵族尼古劳斯·路德维希·青岑多夫伯爵创建于18世纪初，以安置从摩拉维亚来此避难的摩拉维亚弟兄会信徒。